# Всесоюзный конкурс струнных квартетов
Всесою́зный ко́нкурс стру́нных кварте́тов — всесоюзный конкурс, организованный в 1925 году решением Наркома просвещения.

## История
Камерное исполнительство в 20-е годы сыграло большую общественную роль. С ним оказались связанными некоторые крупные явления советской музыкальной культуры, в частности, создание государственной коллекции инструментов и квартетные конкурсы 1925 и 1927 годов.
В 1925 году решением Наркома просвещения А.В. Луначарского был организован первый всесоюзный исполнительский конкурс — конкурс струнных квартетов, ставший огромным культурным событием. Организация конкурса, вызвавшего огромный общественный резонанс, была связана с идеей распределения музыкальных инструментов среди камерных ансамблей.

## Проведение

### Конкурс 1925 года
Первый конкурс струнных квартетов состоялся в Москве. В состав жюри конкурса вошли Александр Гольденвейзер, Константин Игумнов, Анатолий Брандуков, Александр Оссовский и Наум Блиндер, возглавлял жюри Анатолий Луначарский.
В конкурсе приняли участие пять ансамблей: Квартет имени Глазунова, квартет имени Страдивариуса, квартет МХАТа, квартет Московской государственной консерватории (МГК), а также квартет Вильома.
Конкурс продолжался 3 дня. В первый день исполнялись сочинения Бетховена, во второй — русских композиторов Чайковского, Глазунова, Танеева, Блюменфельда и одного из советских авторов — Василия Ширинского, в третий — новая западно-европейская камерная музыка — произведения Равеля, Хиндемита и других.
Премии получили три квартета, признанные равноценными:
- Квартет имени Глазунова: И. Лукашевский, А. Печников[1], А. Рывкин, Д. Могилевский[2];
- Квартет имени МГК: Д. Цыганов, В. Ширинский, В. Борисовский, С. Ширинский;
- Квартет имени Страдивариуса: А. Кнорре, В. Пакельман, Г. Гамбург, В. Кубацкий.

Все коллективы имели высокий профессиональный уровень. О Квартете имени Страдивариуса через три года после его создания писали, что он «уже сейчас является одним из лучших ансамблей мира». Время наивысшего расцвета деятельности этого квартета 1924—1928 годы. Активно участвуя в строительстве новой музыкальной жизни, он был всегда одним из первых в массово-пропагандистской и академической деятельности.
Квартет имени Глазунова занимал первое место среди ленинградских камерных коллективов. Оценивая работу квартета, «Петроградская правда» писала, что этот ансамбль — «единственная в Петрограде ассоциация, серьёзно и глубоко работающая целые годы, несмотря на все материальные невзгоды, сильно мешающие этой работе над камерной квартетной литературой, достигнув в этой области превосходных результатов»..
Квартет имени Московской государственной консерватории, в настоящее время известный как квартет имени Бетховена, был организован в 1923 году из студентов и выпускников консерватории и работал в неизменном составе свыше сорока лет — случай уникальный в мировой квартетной практике.

### Конкурс 1927 года
Второй конкурс «На соискание звания Первого квартета республики» состоялся в 1927 году. Проводился он в Большом зале Московской государственной консерватории. Соревнующиеся ансамбли должны были сыграть одну из двух-, трёх-, или четырёхголосных фуг Баха, один из квартетов Гайдна или Моцарта, квартет Бетховена, за исключением первых восьми, квартет современного зарубежного композитора, написанный после 1908 года, и квартет современного советского композитора, написанный после 1917 года.
В конкурсе приняли участие квартеты имени Страдивариуса, МГК, выдвиженцев Московской консерватории, как первоначально назывался Квартет имени Комитаса, и Вильома. Два квартета:
- Квартет имени Страдивариуса: Б. Симский, П. Бондаренко, Г. Гамбург, В. Кубацкий
- Квартет имени МГК: Д. Цыганов, В. Ширинский, В. Борисовский, С. Ширинский

разделили первую премию.
После этого конкурса Квартет имени МГК выступал на Международной музыкальной выставке во Франкфурте-на-Майне, где демонстрировались уникальные собрания музыкальных реликвий, в частности, подлинные рукописи Бетховенa, Баха, Моцарта, Шумана и Брамса. Был там и автограф 3-й симфонии Бетховена с написанным им и зачёркнутым его рукой посвящением Наполеону. Концерты на Международной выставке имели большой успех. В своём докладе на сессии ЦИК СССР Луначарский сказал: «Мы послали за границу наш молодой квартет МГК и он там оказался чудом, к которому было приковано общее внимание».